# Epthianura
Epthianura är ett fågelsläkte i familjen honungsfåglar inom ordningen tättingar: Släktet omfattar fyra arter som förekommer i Australien:
- Röd honungsskvätta (E. tricolor)
- Orange honungsskvätta (E. aurifrons)
- Gul honungsskvätta (E. crocea)
- Svartvit honungsskvätta (E. albifrons)